# Pacifigorgia engelmanni
Pacifigorgia engelmanni is een zachte koraalsoort uit de familie Gorgoniidae. De koraalsoort komt uit het geslacht Pacifigorgia. Pacifigorgia engelmanni werd in 1860 voor het eerst wetenschappelijk beschreven door Horn. 